# Nicolás Díaz Molero
Nicolás Díaz Molero fue el alcalde de Sevilla de 1927 a 1930.

## Biografía
Su labor estuvo directamente relacionada con la transformación que vivió Sevilla para la Exposición Iberoamericana de 1929, con proyectos urbanísticos, actos e inauguraciones que iban mucho más allá del propio recinto de la Exposición, produciéndose reformas en el centro desde comienzos del siglo XX. En 1929 se inaugurará también el Mercado de San Sebastián y el de la Puerta de la Carne. También se estableció una línea aérea de Sevilla a Madrid y se planteó una de Sevilla a Buenos Aires, como parte de un proyecto para comunicar de forma aérea Sevilla con Latinoamérica. El 28 de enero de 1930 dimitirá Miguel Primo de Rivera y surgirá días después el Decreto de Renovación de Ayuntamientos. Díaz Molero dejaría la alcaldía el 25 de febrero.